# Brighton International
Brighton International – kobiecy oraz męski turniej tenisowy wchodzący w skład rozgrywek WTA Tour oraz ATP World Tour, rozgrywany w angielskim Brighton.
Panie rywalizowały w latach 1978–1995 na nawierzchni dywanowej w hali. Panowie natomiast grali od 1996 do 2000 roku, najpierw na kortach ziemnych w Bournemouth, a podczas ostatniej edycji w Brighton, na nawierzchni twardej w hali.

## Mecze finałowe

### gra pojedyncza mężczyzn
| Rok  | Zwycięzca      | Finalista           | Wynik            |
| 2000 | Tim Henman     | Dominik Hrbatý      | 6:2, 6:2         |
| 1999 | Adrian Voinea  | Stefan Koubek       | 1:6, 7:5, 7:6(2) |
| 1998 | Félix Mantilla | Albert Costa        | 6:3, 7:5         |
| 1997 | Félix Mantilla | Carlos Moyá         | 6:2, 6:2         |
| 1996 | Albert Costa   | Marc-Kevin Goellner | 6:7(4), 6:2, 6:2 |

### gra podwójna mężczyzn
| Rok  | Zwycięzcy                         | Finaliści                         | Wynik               |
| 2000 | Michael Hill Jeff Tarango         | Paul Goldstein Jim Thomas         | 6:3, 7:5            |
| 1999 | David Adams Jeff Tarango          | Nicklas Kulti Michael Kohlmann    | 6:3, 6:7(5), 7:6(5) |
| 1998 | Neil Broad Kevin Ullyett          | Wayne Arthurs Alberto Berasategui | 7:6, 6:3            |
| 1997 | Kent Kinnear Ałeksandar Kitinow   | Alberto Martín Chris Wilkinson    | 7:6, 6:2            |
| 1996 | Marc-Kevin Goellner Greg Rusedski | Rodolphe Gilbert Nuno Marques     | 6:3, 7:6            |

### gra pojedyncza kobiet
| Rok  | Zwyciężczyni        | Finalistka          | Wynik            |
| 1995 | Mary Joe Fernández  | Amanda Coetzer      | 6:4, 7:5         |
| 1994 | Jana Novotná        | Helena Suková       | 6:7(4), 6:3, 6:4 |
| 1993 | Jana Novotná        | Anke Huber          | 6:2, 6:4         |
| 1992 | Steffi Graf         | Jana Novotná        | 4:6, 6:4, 7:6(3) |
| 1991 | Steffi Graf         | Zina Garrison       | 6:7, 6:4, 6:1    |
| 1990 | Steffi Graf         | Helena Suková       | 7:5, 6:3         |
| 1989 | Steffi Graf         | Monica Seles        | 7:5, 6:4         |
| 1988 | Steffi Graf         | Manuela Maleewa     | 6:2, 6:0         |
| 1987 | Gabriela Sabatini   | Pam Shriver         | 7:5, 6:4         |
| 1986 | Steffi Graf         | Catarina Lindqvist  | 6:3, 6:3         |
| 1985 | Chris Evert         | Manuela Maleewa     | 7:5, 6:3         |
| 1984 | Sylvia Hanika       | Joanne Russell      | 6:3, 1:6, 6:2    |
| 1983 | Chris Evert         | Jo Durie            | 6:1, 6:1         |
| 1982 | Martina Navrátilová | Chris Evert         | 6:1, 6:4         |
| 1981 | Sue Barker          | Mima Jaušovec       | 4:6, 6:1, 6:1    |
| 1980 | Chris Evert         | Martina Navrátilová | 6:4, 5:7, 6:3    |
| 1979 | Martina Navrátilová | Chris Evert         | 6:3, 6:3         |
| 1978 | Virginia Ruzici     | Betty Stöve         | 5:7, 6:2, 7:5    |

### gra podwójna kobiet
| Rok  | Zwyciężczynie                     | Finalistki                            | Wynik            |
| 1995 | Meredith McGrath Łarysa Neiland   | Lori McNeil Helena Suková             | 7:5, 6:1         |
| 1994 | Manon Bollegraf Łarysa Neiland    | Mary Joe Fernández Jana Novotná       | 4:6, 6:2, 6:3    |
| 1993 | Laura Golarsa Natalija Medwediewa | Anke Huber Łarysa Neiland             | 6:3, 1:6, 6:4    |
| 1992 | Jana Novotná Łarysa Neiland       | Conchita Martínez Radka Zrubáková     | 6:4, 6:1         |
| 1991 | Pam Shriver Natalla Zwierawa      | Zina Garrison Lori McNeil             | 6:1, 6:2         |
| 1990 | Helena Suková Nathalie Tauziat    | Jo Durie Natalla Zwierawa             | 6:1, 6:4         |
| 1989 | Katrina Adams Lori McNeil         | Hana Mandlíková Jana Novotná          | 4:6, 7:6(7), 6:4 |
| 1988 | Lori McNeil Betsy Nagelsen        | Isabelle Demongeot Nathalie Tauziat   | 7:6, 2:6, 7:6    |
| 1987 | Kathy Jordan Helena Suková        | Tine Scheuer-Larsen Catherine Tanvier | 7:5, 6:1         |
| 1986 | Steffi Graf Helena Suková         | Tine Scheuer-Larsen Catherine Tanvier | 6:4, 6:4         |
| 1985 | Lori McNeil Catherine Suire       | Barbara Potter Helena Suková          | 4:6, 7:6(3), 6:4 |
| 1984 | Alycia Moulton Paula Smith        | Barbara Potter Sharon Walsh           | 6:7, 6:3, 7:5    |
| 1983 | Chris Evert Pam Shriver           | Jo Durie Ann Kiyomura                 | 7:5, 6:4         |
| 1982 | Martina Navrátilová Pam Shriver   | Barbara Potter Sharon Walsh           | 2:6, 7:5, 6:4    |
| 1981 | Barbara Potter Anne Smith         | Mima Jaušovec Pam Shriver             | 6:7, 6:3, 6:4    |
| 1980 | Kathy Jordan Anne Smith           | Martina Navrátilová Betty Stöve       | 6:3, 7:5         |
| 1979 | Ann Kiyomura Anne Smith           | Ilana Kloss Laura duPont              | 6:2, 6:1         |
| 1978 | Betty Stöve Virginia Wade         | Ilana Kloss Joanne Russell            | 6:0, 7:6         |